# Liphistius albipes
Espèce
Liphistius albipes est une espèce d'araignées mésothèles de la famille des Liphistiidae.

## Distribution
Cette espèce est endémique de Thaïlande.

## Publication originale
- Schwendinger, 1995 : New Liphistius species (Araneae, Mesothelae) from southern Thailand and northern Malaysia. Zoologica Scripta, vol. 24, no 2, p. 143-156.